# Пироговский, Александр Сидорович
Александр Сидорович Пироговский (1897—1943) — партизан Великой Отечественной войны, Герой Советского Союза (1945).

## Биография
Родился 24 августа 1897 года в городе Гайсин (ныне — Винницкая область Украины). После окончания военно-музыкальной школы работал музыкантом в кинотеатре. В 1916 году Пироговский был призван на службу в царскую армию. Участвовал в боях Первой мировой войны. В 1919 году Пироговский пошёл на службу в Рабоче-крестьянскую Красную Армию. Участвовал в боях Гражданской войны. В 1924 году был демобилизован. Проживал в Киеве, работал сначала на железной дороге, затем на лесозаводе, дослужился до должности директора этого завода.
В сентябре 1941 года решением Киевского горкома партии Пироговский остался в оккупированном Киеве на должности секретаря Зализничного подпольного райкома. Организовывал группы сопротивления оккупантам (в общей сложности создал их более двадцати), переправлял партизанским отрядам, действовавшим в Киевской области, людей, оружие, лекарства. Когда члены подпольного горкома были арестованы, Пироговский фактически возглавил в городе подпольную работу и за короткий срок сумел создать новые подпольные организации. 31 октября 1943 года он был арестован гестапо и в ночь с 5 на 6 ноября 1943 года — расстрелян. Похоронен на Лукьяновском кладбище Киева.
Указом Президиума Верховного Совета СССР от 2 мая 1945 года за «образцовое выполнение боевых заданий командования в борьбе против немецких оккупантов в тылу противника и проявленные при этом мужество и героизм и за особые заслуги в развитии партизанского движения на Украине» Александр Пироговский посмертно был удостоен высокого звания Героя Советского Союза. Также посмертно был награждён орденом Ленина.
В честь Пироговского названа улица в Киеве.